# 群南村
群南村（ぐんなんむら）は、群馬県の中部、群馬郡に属していた村。

## 地理
利根川と井野川に挟まれている。村の中央を滝川が流れる。

## 歴史
- 1889年（明治22年）4月1日 - 町村制施行により西群馬郡京ヶ島村、滝川村が成立する。
- 1896年（明治29年）4月1日 - 郡統合（西群馬郡と片岡郡の統合）により群馬郡に所属となる。
- 1956年（昭和31年）9月30日 - 群馬郡京ヶ島村、滝川村が合併し群南村が成立する。
- 1957年（昭和32年）
  - 8月1日
    - 村の一部（八幡原の一部、宇貫）を佐波郡玉村町へ編入する。
    - 岩鼻村の一部（綿貫、栗崎）を編入する。

  - 10月15日 - 村の一部（板井）を佐波郡玉村町へ編入する。
- 1963年（昭和38年） - 日本原子力研究所 高崎研究所が設立される。
- 1965年（昭和40年）9月1日 - 高崎市へ編入する。